# Their Satanic Majesties Request
Their Satanic Majesties Request je album grupe The Rolling Stones izdan u prosincu 1967. To je bio prvi album grupe izdan u SAD-u i UK-u s identičnom listom pjesama za obje zemlje. Album je nastao kao odgovor na album Beatlesa Sgt. Pepper's Lonely Hearts Club Band, a Paul McCartney i John Lennon su otpjevali prateće vokale na pjesmi "Sing This All Together". Album je dosegao treće mjesto britanske i drugo mjesto američke top ljestvice, ali nije opravdao očekivanja niti u komercijalnom niti u stvaralačkom smislu. Zamjerena mu je pretencioznost, kao i pretjerivanje u eksperimentiranju s tadašnjim glazbenim trendovima. 

## Popis pjesama
1. "Sing This All Together" – 3:46
2. "Citadel" – 2:50
3. "In Another Land"  – 3:15
4. "2000 Man" – 3:07
5. "Sing This All Together (See What Happens)" – 8:33
6. "She's a Rainbow" –4:35
7. "The Lantern" – 4:23
8. "Gomper" – 5:08
9. "2000 Light Years from Home" – 4:45
10. "On with the Show" – 3:39

## Singlovi
- In Another Land
- She's a Rainbow

## Izvođači
- Mick Jagger - pjevač, udaraljke
- Keith Richards - gitara, bas-gitara
- Brian Jones - orgulje, udaraljke
- Charlie Watts - bubnjevi, udaraljke
- Bill Wyman - bas-gitara, udaraljke

## Top ljestvice

### Album
| Godina | Ljestvica                   | Pozicija |
| ------ | --------------------------- | -------- |
| 1968.  | UK Top Ljestvica Albuma     | #3       |
| 1968.  | Billboard Pop Albumi        | #2       |
| 1968.  | Australska Top Lista Albuma | #1       |

### Singlovi
| Godina | Singl             | Ljestvica             | Pozicija |
| ------ | ----------------- | --------------------- | -------- |
| 1967.  | "In Another Land" | The Billboard Hot 100 | #87      |
| 1968.  | "She's a Rainbow" | The Billboard Hot 100 | #25      |

## Vanjske poveznice
- allmusic.com - Their Satanic Majesties Request